# Мілковень (Караш-Северін)
Мілковень, Мілковені (рум. Milcoveni) — село у повіті Караш-Северін в Румунії. Входить до складу комуни Берліште.
Село розташоване на відстані 372 км на захід від Бухареста, 48 км на південний захід від Решиці, 86 км на південь від Тімішоари.

## Населення
За даними перепису населення 2002 року у селі проживали 306 осіб, з них 305 осіб (99,7%) румунів. Рідною мовою 305 осіб (99,7%) назвали румунську.